# Oxazépam
L'oxazépam est un composé organique de la famille des benzodiazépines, commercialisé comme médicament. Comme toutes les molécules de cette famille, il possède des propriétés anxiolytiques, hypnotiques et sédatives, anticonvulsivantes, et myorelaxantes, mais il est surtout utilisé comme anxiolytique pour limiter les effets gênants de l'anxiété, et parfois comme hypnotique dans le traitement à court terme de l'insomnie lorsque d'autres traitements, notamment les règles hygiénodiététiques, ont échoué.
C'est un métabolite actif d'un large éventail d'autres benzodiazépines, telles que le diazépam, le kétazolam, le témazépam, le chlordiazépoxide, le démoxazépam, l'halazépam, le médazépam, le prazépam, le pinazépam et le clorazépate.

## Historique
Cette substance médicamenteuse est apparue dans les années 1960.
Étant elle-même un produit du métabolisme d'autres composés dont le diazépam et le témazépam, elle fut l'une des premières à être fabriquée alors que cette classe de médicaments était en plein développement. Comparée à d'autres substances introduites plus tard, telles que l'alprazolam, elle est d'une puissance modérée.

## Chimie
Les laboratoires Roche (entreprise) et Wyeth ont travaillé sur les dérivés "3-hydroxy-benzodiazépines". Wyeth a découvert et breveté en premier la structure et l'activité biologique de l'oxazépam commercialisé en 1965 aux États-Unis.

### Relation structure-activité
La molécule présente un cycle benzène ou cycle A (benzo) et deux atomes d'azote (diaza) faisant partie de l'hétérocycle azoté à 7 atomes (azépine) ou cycle B. Un autre cycle phényl se trouve en position 5 du cycle azoté.
L'halogène en position 7 du cycle A favorise l'activité anxiolytique.
La suppression de la double liaison de l'azote en position 4 du cycle B diminue l'activité.
Le groupement OH en position 3 du cycle B fait augmenter la polarité de la molécule, favorise la glucuronoconjugaison et une élimination plus rapide.
La structure rigide en son centre peut présenter des groupements hydrophobes à sa surface dans les 3 dimensions de l'espace. Cette architecture empêche le collapse hydrophobe, permet la reconnaissance 3D avec la protéine et augmente les chances de biodisponibilité.

## Pharmacologie

### Mécanisme d'action
L'oxazépam est une benzodiazépine de durée d'action intermédiaire de la famille des 3-hydroxy benzodiazépines. L'oxazépam agit en se liant aux sites BZD des récepteurs GABAergiques, et par allostérie augmentent l'effet du GABA sur le récepteur GABAA, entrainant un effet dépresseur sur le système nerveux central.

### Pharmacocinétique
La demi-vie de l'oxazépam est de 6 à 9 heures,,. Par ailleurs, l'oxazépam est la benzodiazépine la plus lentement absorbée et a par conséquent le plus long délai d'action (temps avant manifestation de l'effet thérapeutique) de toutes les benzodiazepines, son délai d'action est d'environ 1h~1h30.
L'oxazépam est un des métabolites actifs formés lors de la métabolisation du diazépam, nordazépam et d'autres médicaments à structure similaire. L'oxazépam semble être plus sûr que les autres benzodiazépines pour les patients insuffisants hépatiques car son action et son élimination ne dépendent pas d'une métabolisation hépatique mais par glucurono-conjugaison, n'entraînant pas la fabrication de métabolites actifs, limitant ainsi les risques d'accumulation du médicament, notamment chez le sujet âgé.

## Utilisation thérapeutique

### Indications thérapeutiques
C'est une benzodiazépine intermédiaire qui a une action plus lente et prolongée d'où son utilisation plus comme anxiolytique que comme hypnosédatif et comme somnifère. Elle est donc habituellement prescrite pour le traitement symptomatique de l'anxiété, associée ou non à la dépression.
Elle est surtout utilisée dans le cadre d'un sevrage alcoolique, grâce à l'existence d'une forme de comprimés dosés à 50 mg. En effet la posologie moyenne du sevrage alcoolique est de 150 mg d'oxazépam répartis en trois prises dans la journée. La molécule est généralement bien tolérée et a de fait une action complète sur la journée. Son absorption et élimination permettent de limiter l'impact hépatique.
Comme toutes les benzodiazépines elle peut être utilisée comme anti-épileptique, mais de courte durée (limité à 3 semaines en continu dans cette indication).
Elle a l'avantage de ne pas avoir de métabolites actifs, donc elle peut être utilisée comme molécule "test" pour certains troubles neurologiques d'étiologie incertaine. En effet, au bout de 8 h (environ) en prise unique modérée, l'effet est nul contrairement aux autres benzodiazépines (Valium, Xanax...).
Cette molécule est également employée pour traiter les symptômes de la phobie sociale, du stress post-traumatique, et pour d'autres maladies. Elle reste néanmoins peu prescrite dans ces indications du fait du temps avant l'apparition des effets de la molécule.
L'oxazépam est également utilisée chez les personnes anxieuses présentant des troubles hépatiques ou une insuffisance rénale, du fait de son élimination par glucoconjugaison, qui diffère des autres benzodiazépines.
L'oxazépam présente une alternative intéressante aux autres benzodiazépines à demi-vie courte, car elle semble moins addictogène que ces dernières.

### Contre-indications
L'oxazépam est contre-indiqué en cas de myasthénie et de maladie hépatique sévère, d'hypersensibilité aux benzodiazépines (comme tous les médicaments de cette classe).
Il est déconseillé en cas d'insuffisance respiratoire sévère, en cas de grossesse (trois premiers mois, car le risque tératogène n'est pas évalué ; dernier trimestre par risque d'intoxication ou de syndrome de sevrage du nouveau-né) et en cas d'allaitement.
L'usage de boissons alcoolisées est fortement déconseillé.

### Précautions spéciales d'emploi
Posologie:
- La posologie est strictement individuelle et il n’est pas possible de définir une dose usuelle.

## Effets secondaires
Ils sont pour la plupart ceux des autres benzodiazépines.
En cas de sevrage brutal (diminution rapide de la dose ou arrêt du traitement) de l'oxazépam, peuvent apparaître des douleurs abdominales, des crampes du muscle, convulsions, dépression, insomnie, transpiration, tremblements, ou vomissements.

### Effets sur la descendance humaine
Bien qu'aucun effet grave n'ait été signalé sur la descendance humaine, la prudence veut que cette substance ne soit pas utilisée pendant la grossesse, notamment :
- pendant les trois premiers mois : risque tératogène non-évalué ;
- dernier trimestre par risque d'intoxication ou de syndrome de sevrage du nouveau-né.

De même, l'utilisation pendant l'allaitement est fortement déconseillée.
L'oxazépam reste toutefois la benzodiazépine de référence, en l'absence d'alternative thérapeutique, chez la femme enceinte.

### Effets secondaires fréquents
Les effets secondaires les plus fréquents sont la somnolence et le risque d'amnésie antérograde.
Ces effets sont moins marqués que la plupart des autres benzodiazépines, ils diminuent généralement avec le temps.

### Effets secondaires rares ou possibles
- Amnésie antérograde
- Hépatotoxicité (dommages au foie)
- Ototoxicité (hyperacousie, acouphène)[11]
- Ictus amnésique
- Vertige
- Céphalée (mal de tête)
- Difficultés de mémorisation
- Excitation paradoxale
- Diplopie (vision double)
- Augmentation de l'appétit
- Euphorie
- Fatigue
- Désorientation
- Obnubilations
- Dépendance, avec phénomènes de sevrage à l'arrêt.

### Effets secondaires éventuels
Certains effets secondaires plus rares ont été constatés :
- syndrome myasthénique ;
- dépression respiratoire ;
- érythème pigmenté fixe.

## Voies d'administration et formes galéniques

### Posologie et mode d'administration
La posologie est strictement individuelle, et peut varier de 10  à   150 mg chez certains sujets.

### Statut légal
Liste I produit listé substance toxique.

### Disponibilité
Uniquement sur ordonnance liste I.

## Accoutumance, tolérance et sevrage
L'oxazépam, comme les autres benzodiazépines, peut causer une tolérance, une dépendance physique pouvant mener à une addiction et dans certains cas à un syndrome de sevrage. L'arrêt brutal d'une consommation longue (supérieure à 12 semaines) ou importante d'oxazépam ou des autres benzodiazépines peut se caractériser par des symptômes de sevrage similaires à ceux retrouvés dans le sevrage alcoolique. Plus la période d'utilisation et l'intensité des doses auront été importantes, plus ces symptômes risquent d'être marqués. C'est pourquoi un traitement aux benzodiazépines se doit d'être arrêté aussi rapidement que possible par réduction lente et progressive des doses.

## Interactions médicamenteuses
L'oxazépam étant un métabolite actif du diazépam, il existe un risque possible d'interactions avec d'autres médicaments ou aliments, avec l'exception des interactions liées au CYP450 (comme avec la cimétidine).
Par ailleurs, comme toutes les benzodiazépines, la prise combinée avec un autre dépresseur du système nerveux central, comme les opioïdes — codéine, morphine, méthadone, etc. — l'alcool, les barbituriques — phénobarbital, amobarbital, sécobarbital, etc. — ou encore d'autres benzodiazépines, est déconseillée, les interactions étant imprévisibles et pouvant mener à une augmentation de la sédation, de l'incoordination motrice, et dans certains cas à la mort par arrêt respiratoire en cas de surdose impliquant plusieurs dépresseurs du système nerveux central.

### Dose toxique
Il existe un antidote spécifique dose-dépendant : le flumazénil (Anexate).

### Risques et tableau clinique
Risque de dépression respiratoire en cas de surdosage volontaire ou involontaire.